# 12世纪的文艺复兴

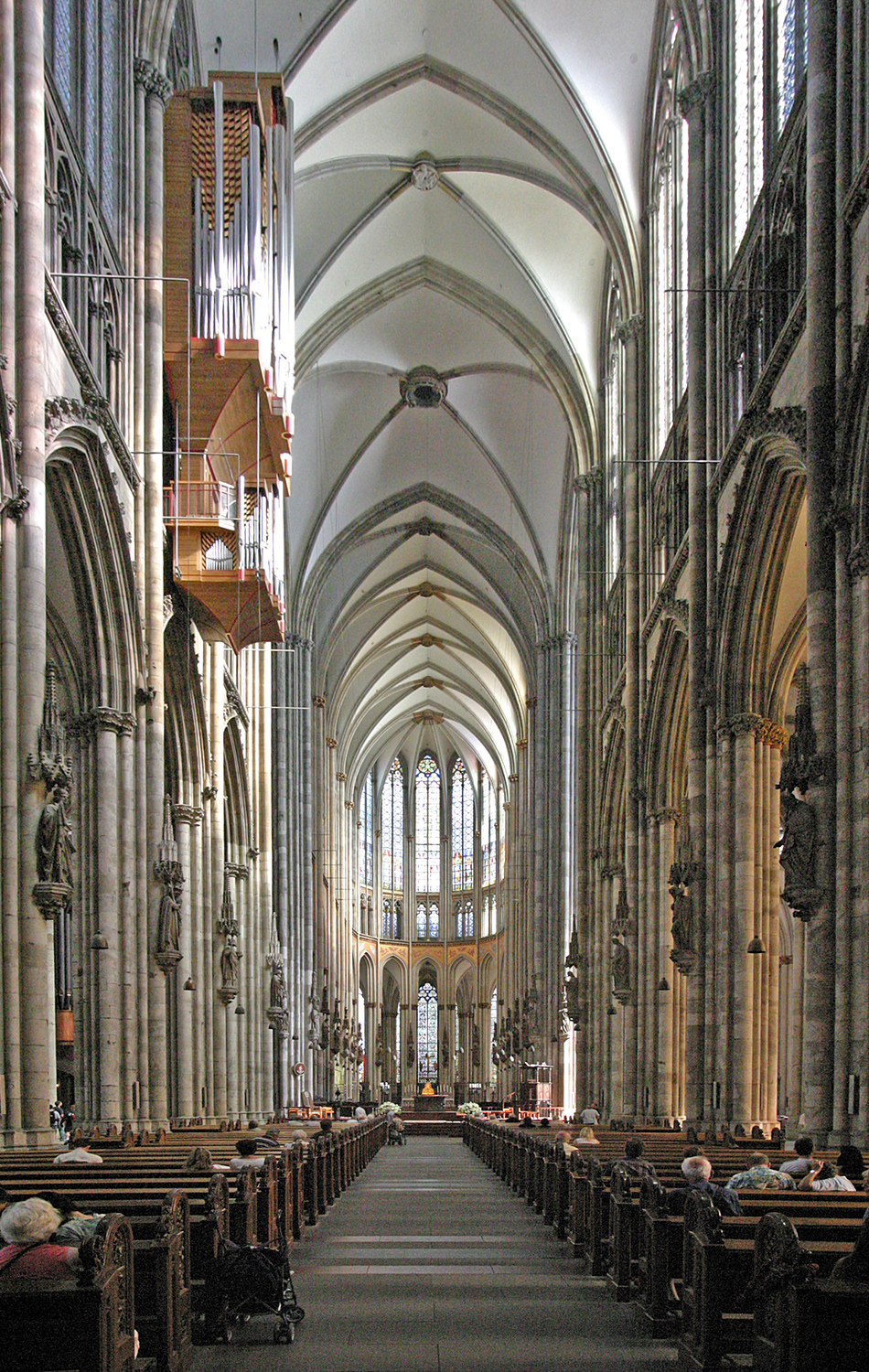
科技的進步使得建造哥德爾式建築變得可能。

12世紀的文藝復興是歐洲中世紀早期和中期的一段社會、政治、經濟發生劇變，哲學、數學和科學的源頭重新被找回的時期。雖然其受黑死病、肺炎和政治等其他因素影響迅速沒落，但為日後的科學、藝術、文化等領域埋下種子，成為15世紀意大利文學和藝術的變化以及17世紀的科學革命的墊腳石。

## 史書記載
查尔斯·霍默·哈斯金斯是一位廣泛記錄1070年開始的文藝復興的歷史學家。他在1927年寫道：
|  | 從許多方面看來，歐洲在12世紀都處於充滿朝氣與活力的時代。在十字軍東征、城市崛起、民族國家建立的背景下，羅馬藝術達到了最高峰，而哥德藝術也萌芽。白話文學問世，拉丁古典學、拉丁詩、羅馬法再興，希臘科學與哲學經過阿拉伯人的鑽研後於歐洲復活，而歐洲第一批大學也建立起來。12世紀在高等教育、經院哲學、歐洲法學、建築、雕塑、禮拜式戲劇、拉丁詩、白話詩都留下了印痕。 |

## 12世紀的文藝復興

### 貿易與商業
1158至1159年間呂貝克城建城以後，漢薩同盟便於12世紀以呂貝克為中心，在歐洲中北部成立。神聖羅馬帝國之內的許多城市，如什切青、不來梅、羅斯托克，以及帝國以外的城市如布魯日、但澤，都加入了同盟。同盟在挪威的卑爾根和俄國的諾夫哥羅德擁有工廠和仲介商。日爾曼人在這個時期開始往神聖羅馬帝國以外的東歐地區（例如普魯士和西里西亞）殖民。
13世紀晚期的威尼斯商人馬可波羅將他經絲路到達中國的遊歷寫成《馬可·波羅遊記》，從此西方人對遠東地區有了更多的了解與好奇，後來許多傳教士，例如魯不魯乞、柏郎嘉賓、安德·龍如美、鄂多立克、馬黎諾里、孟高維諾，以及旅行家如尼可羅·達·康替都受此鼓舞到了中國。

### 科學

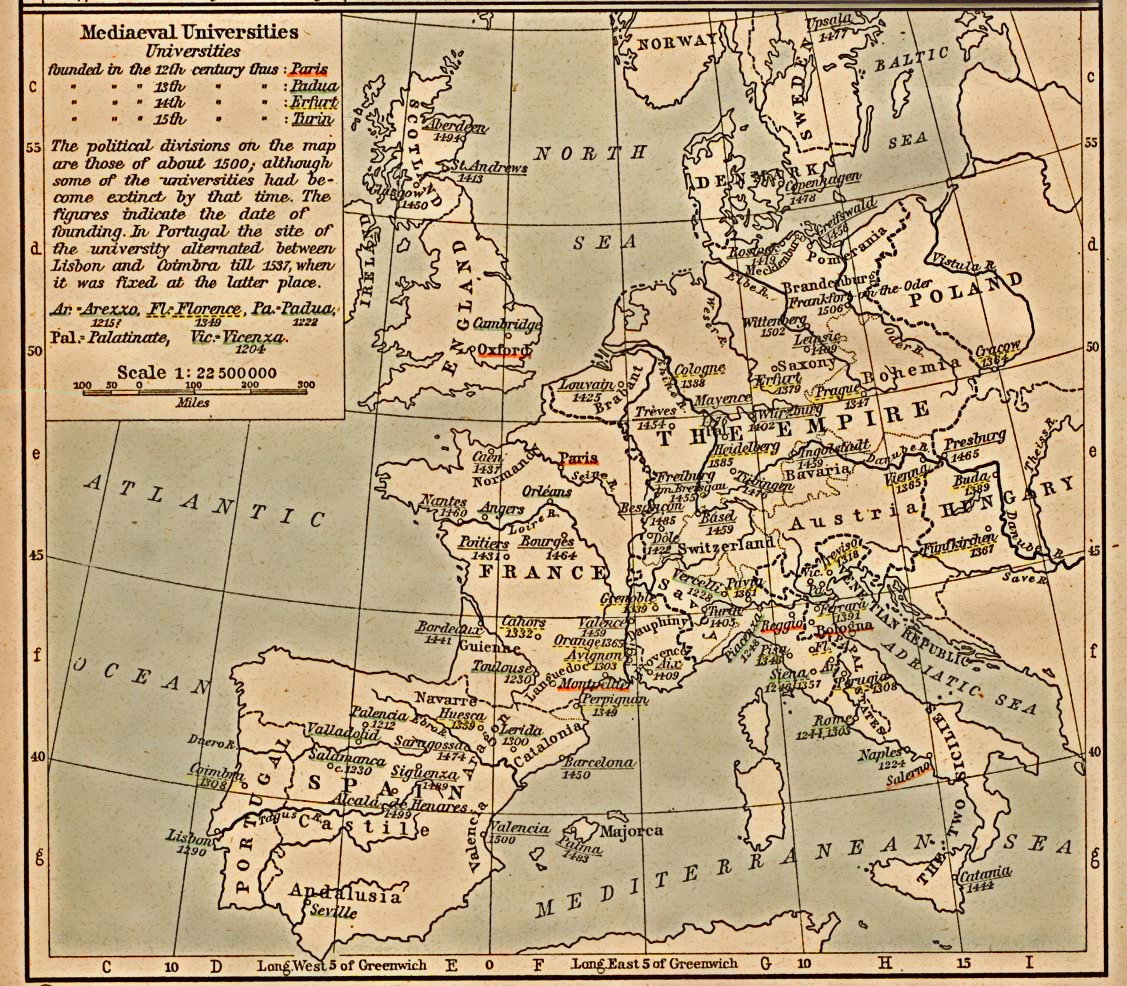
中世紀大學地圖

中世紀早期的哲學及科學教育使用的教材是西羅馬帝國瓦解後殘存的抄本和註解，而大部分的歐洲人都與過去的知識斷了聯繫。這個情況在12世紀文藝復興開始後改變。歐洲人在許多的機緣下，包括穆斯林對西西里島和伊比利半島的統治、十字軍東征、收復失地運動和拜占廷帝國日益頻繁的接觸，掌握了翻譯古希臘和伊斯蘭哲學及科學著作的機會，特別是亞里斯多德、歐幾里得、托勒密、普羅提諾、賈比爾、花拉子米、拉齐、宰赫拉威、海什木、阿維森納、伊本·巴哲、亞維侯的著作。中世紀大學的發展也提供了翻譯工作所需的物質援助，和對日後科學發展有利的下層組織。

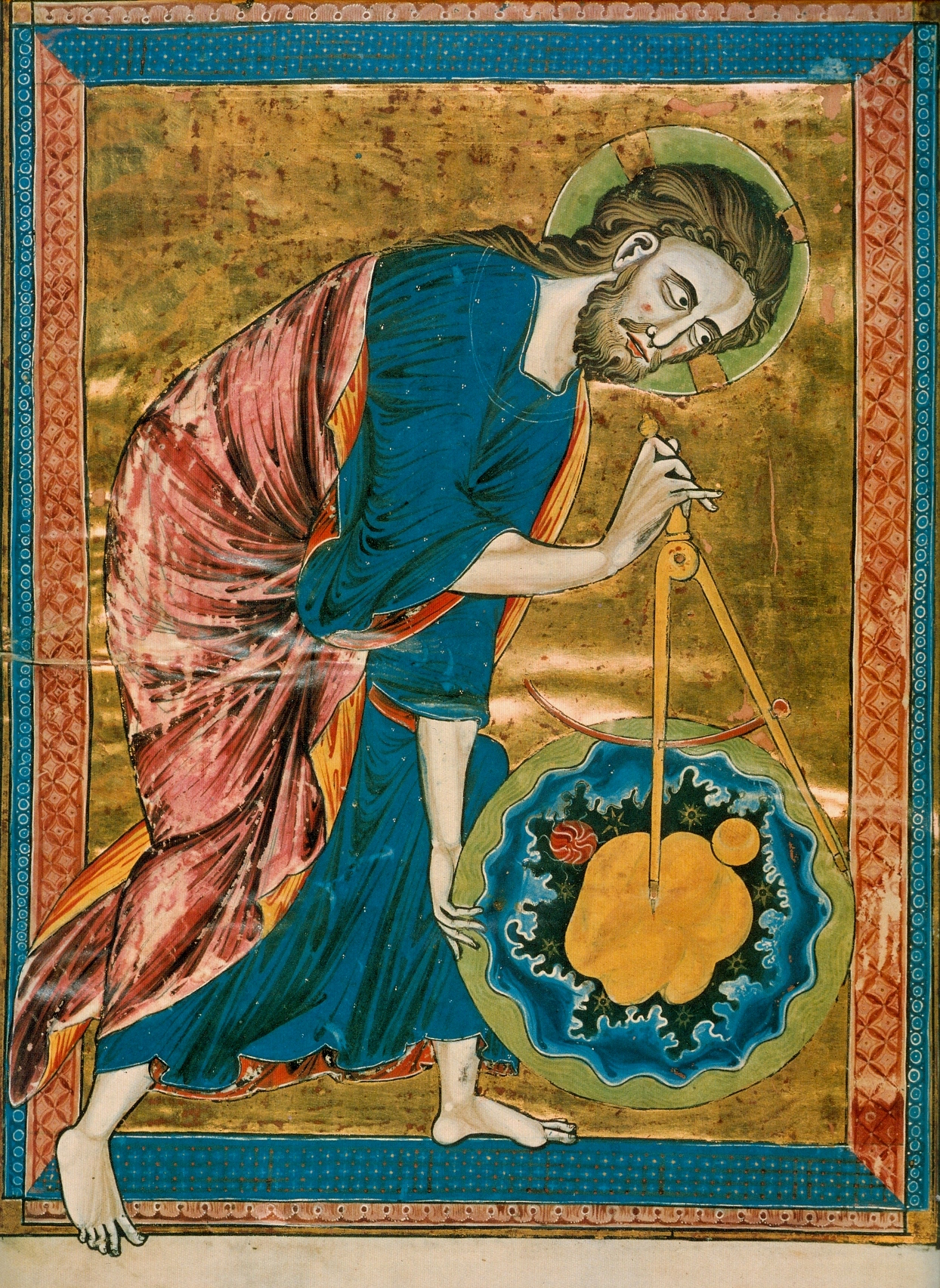
《上帝是幾何學家》(God the Geometer)：上帝手持圓規創造地球，說明上帝造物充滿了科學的真理

到了13世紀初，幾乎所有的重要古代著作都已經翻譯完成，從此知識迅速地從大學和修道院流傳開來。一些著名的經院哲學家，如格羅斯特、羅吉爾·培根、大阿爾伯特、鄧斯·司各脫，更將這些著作中的自然科學知識進一步精研、發展，其中格羅斯特和培根是現代科學方法的先驅，格羅斯特強調用數學瞭解自然現象，而培根在他的《大著作》提倡實驗的經驗方法。
14世紀前半有許多科學著作問世，其中大多是經院哲學家對亞里斯多德的著作做的註解。奥卡姆的威廉提出了奥卡姆剃刀法則：自然哲學家不應該假設多餘實體的存在，所以運動中的物體只是同一個物體而不是多個不同的物體，而且物體的影像傳遞到肉眼也不需要中介物質的幫助。布里丹和奧雷姆則詮釋亞里斯多德力學的原理，布里丹認為衝量是拋體運動的原因，這就形成了後來慣性的概念。同時，有一群號稱「牛津計算者」的人用數學分析物體運動而不去探討運動的原因，發展出了運動學。
在黑死病和其它一連串中世紀晚期危機的破壞下，大量的哲學和科學發展瞬間沉寂了下來，但兩個世紀以後，文藝復興累積的力道又促成了歐洲科學革命。

### 科技

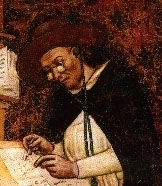
Hugh de Provence使用眼鏡閱讀，莫德納（Tommaso da Modena）繪於1352年。

12世紀的歐洲對於新發明、革新的評價產生了基本上的改變，不管是傳統的生產方式或是經濟上的成長。不到一個世紀，實用的新發明及發展的數量就勝過前1000年間的全球人類的發明加總。這個時期的主要科技發展包括被普遍化或新發明的印刷、火藥、眼鏡、更精準的時鐘或是天文望遠鏡，還有更先進的船隻，後兩項發展促成了地理大發現的來臨。
以下是史學家艾弗瑞·克羅斯比在《現實的計量：1250至1600年間西方社會的量化》（The Measure of Reality : Quantification in Western Europe,1250-1600）描述一些這個時期的科技革新，是其他主要的史學家都有注意到的部分。
- 文獻記載最早的風車出現在1185年的英格蘭約克郡。
- 紙工廠在1270年左右於義大利出現。
- 紡車大約在13世紀進入歐洲，據猜測是由印度傳入。
- 大約在12世紀末歐洲人初次利用磁力指南針。
- 眼鏡於1280年在義大利發明。
- 星盘經由穆斯林控制的西班牙重新傳至歐洲。
- 比萨的列奥纳多在1202年的著作《計算之書》中向歐洲人引介了阿拉伯數字。
- 在教堂中發現西方最早的船尾舵的雕刻，雕刻時間約在1180年。

### 經院哲學
經院哲學在12世紀末經由重新解讀亞里斯多德的學說而興起。中世紀猶太教和早期穆斯林哲學家都受到亞里斯多德影響，尤其是邁蒙尼德、阿維森納、亞維侯，接著許多基督教哲學家就受上述人士的影響，像是大阿爾伯特、聖波拿文都拉及彼得·阿伯拉。這些經院哲學家熟於學院的技巧而且支持天主教會的學院教育包括方法、理論及邏輯，信仰經驗主義而反對基督教神秘主義，反對柏拉圖和聖奧古斯丁的二元並存理念以及世界本身就是有罪的觀念。
最有名的經院派創始者是托馬斯·阿奎那，他引領眾人離開柏拉圖主義及聖奧古斯丁轉向亞里斯多德學派。透過經院哲學，阿奎那發展出精神哲學，在其著作中提倡人的心靈從一出生就是一塊白板，擁有經由神學思考及辨證的能力的觀念。其他有名的經院哲學家還括有洛色林、彼得·阿伯拉。這時期主要的落在宇宙相關的討論，同時期受到經院哲學影響的還有安瑟倫、伯多禄·达弥盎、聖伯爾納鐸及維克多修道派。

## 註解
1. ↑  查爾斯·霍默·哈斯金斯《12世紀的文藝復興》（The Renaissance of the Twelfth Century） 劍橋: 哈佛大學發表，1927年。 (p. viii - introduction).
2. ↑  圓規在這份13世紀的手稿中是一種天賜之物
* Thomas Woods，《天主教教會如何建立西方文明》 How the Catholic Church Built Western Civilization,（華盛頓特區：Regenery, 2005）, ISBN 0-89526-038-7
3. ↑  Edward Grant, The Foundations of Modern Science in the Middle Ages: Their Religious, Institutional, and Intellectual Contexts, (Cambridge: Cambridge Univ. Pr., 1996), pp. 127-31.
4. ↑  Edward Grant, A Source Book in Medieval Science, (Cambridge: Harvard Univ. Pr., 1974), p. 232
5. ↑  David C. Lindberg, Theories of Vision from al-Kindi to Kepler, (Chicago: Univ. of Chicago Pr., 1976), pp. 140-2.
6. ↑  Edward Grant, The Foundations of Modern Science in the Middle Ages: Their Religious, Institutional, and Intellectual Contexts,(Cambridge: Cambridge Univ. Pr., 1996), pp. 95-7.
7. ↑  Edward Grant, The Foundations of Modern Science in the Middle Ages: Their Religious, Institutional, and Intellectual Contexts, (Cambridge: Cambridge Univ. Pr., 1996), pp. 100-3.

## 外部連結
- A brief analysis of Haskins, Renaissance of the Twelfth Century
- A bibliography of the twelfth-century renaissance（页面存档备份，存于）